# Азяковське сільське поселення
Азя́ковське сільське поселення (рос. Азяковское сельское поселение) — муніципальне утворення у складі Медведевського району Марій Ел, Росія. Адміністративний центр — присілок Середнє Азяково.

## Історія
Станом на 2002 рік центром Азяковської сільської ради був присілок Верхнє Азяково.

## Населення
Населення — 1796 осіб (2019, 1915 у 2010, 1798 у 2002).

## Склад
До складу поселення входять такі населені пункти:
| Населений пункт                | Населення, осіб (2002) | Населення, осіб (2010) |
| ------------------------------ | ---------------------- | ---------------------- |
| Великі Шапи, присілок          | 49                     | 53                     |
| Верхнє Азяково, присілок       | 123                    | 145                    |
| Кучки, присілок                | 93                     | 81                     |
| Кучкинське Лісничество, селище | 18                     | 17                     |
| Малі Шапи, присілок            | 98                     | 102                    |
| Нижнє Азяково, присілок        | 41                     | 38                     |
| Соболевський, селище           | 166                    | 153                    |
| Середнє Азяково, присілок      | 656                    | 716                    |
| Середні Шапи, присілок         | 143                    | 178                    |
| Старожильськ, селище           | 140                    | 110                    |
| Шеклянур, присілок             | 271                    | 322                    |